# Petrobras

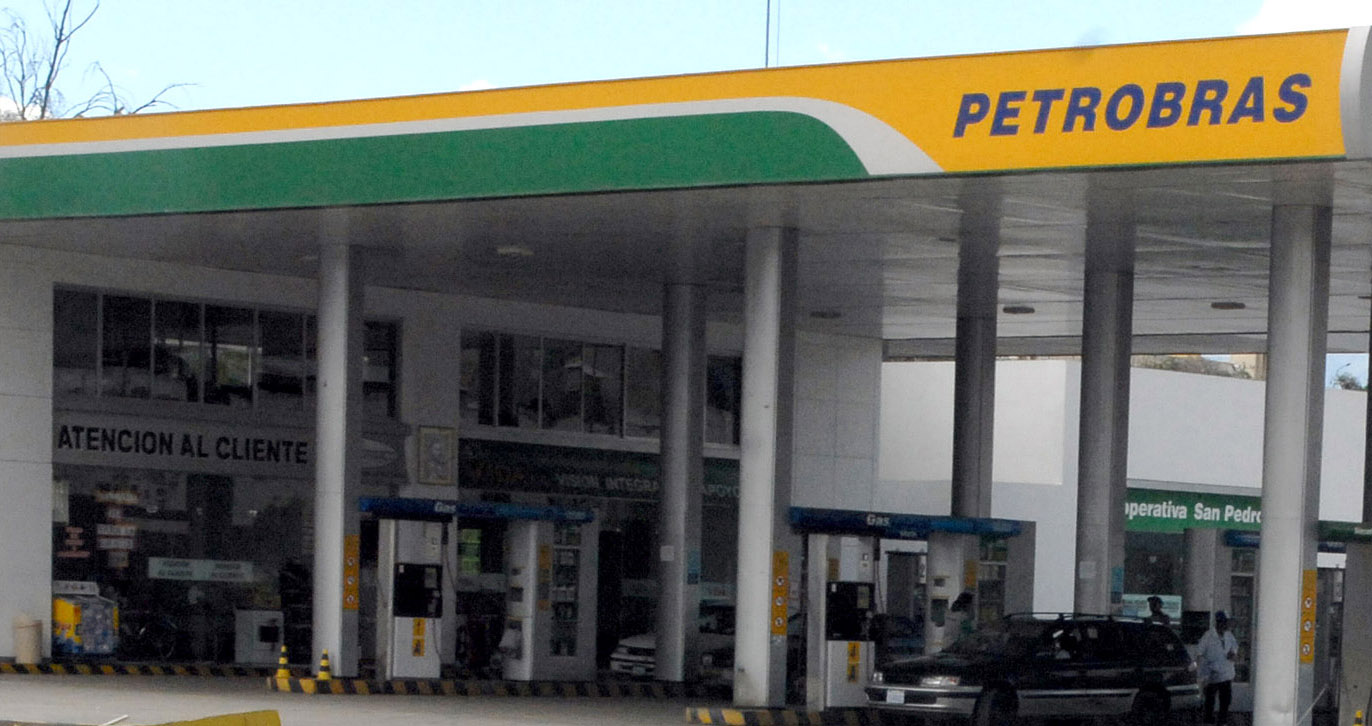
Station service Petrobas en Bolivie.

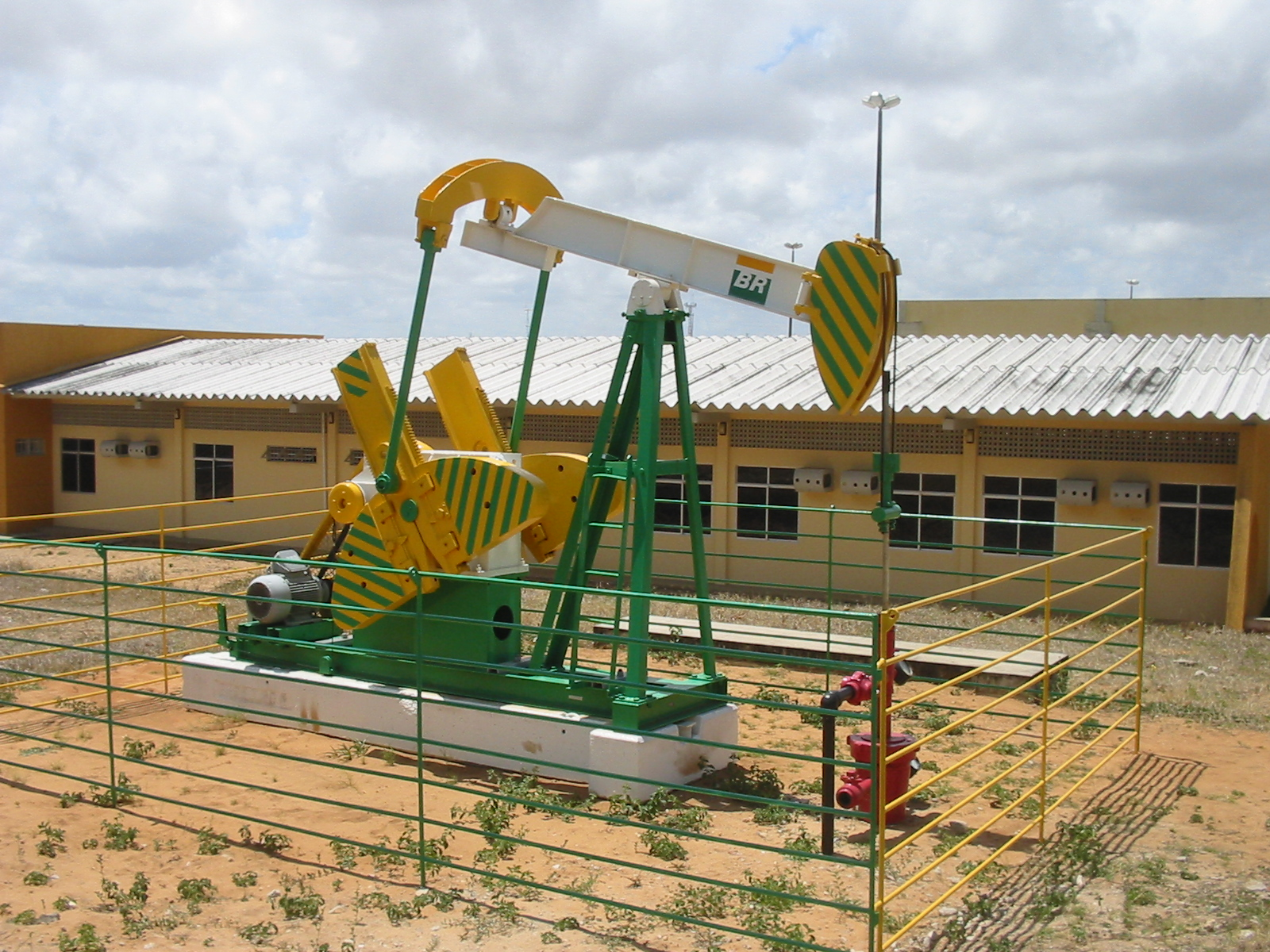
Puits de pétrole de la compagnie Petrobras.

Petróleo Brasileiro S.A - Petrobras est une entreprise d'État brésilienne de recherche, d'extraction, de raffinage, de transport et de vente de pétrole. Son siège est situé à Rio de Janeiro. Elle est la première entreprise du pays.
Elle était en 2004 en tête des 200 premières entreprises brésiliennes et figurait jusqu'en 2014 parmi les 15 plus grandes entreprises pétrolières mondiales. Après la plus importante augmentation de capital de l'histoire, réalisée pour 70 milliards de dollars en septembre 2010 à Wall Street, c'est selon le Forbes Global 2000, la huitième entreprise mondiale. Elle dispose d'une technique avancée pour le forage en eau profonde et ultra profonde, avec des records mondiaux de profondeur (2 km).
En 2015, après des années de limitation réglementaire des prix des carburants à la pompe, dans un contexte de baisse des prix du pétrole, une affaire de corruption impliquant une partie de l'élite politique du pays a coûté plus de 2 milliards de dollars de pertes au groupe, et un effondrement du cours de l'action Petrobras.
En 2016, après la destitution de la présidente du pays, Dilma Rousseff, le gouvernement entreprend de privatiser certaines activités de l'entreprise.
Elle est détenue à 50,2 % par l’État brésilien en 2020 (contre 75 % en 1995).

## Histoire
L'entreprise fut fondée en 1953 par l'État brésilien dans le but de gérer les activités du secteur pétrolier pour le compte de l'Union des États fédérés du Brésil (União en portugais), en remplacement de l'ancien Conseil national du pétrole (CNP). Le gouvernement souhaitait créer une « entreprise de pétrole nationale, mais de capital privé ». La faiblesse de l’investissement privé le conduisit cependant à en faire une entreprise publique. Il fallut 20 ans d'exploration avant de découvrir les premiers gisements.
Le gouvernement libéral de Fernando Henrique Cardoso mit fin en 1997 au monopole de Petrobras sur les hydrocarbures du pays. Le secteur privé ne se substitua toujours pas à l'entreprise pour l'exploration, jugée trop couteuse.
En mai 2006, Evo Morales a décidé de nationaliser les ressources de gaz et pétrole de Bolivie, ce qui concerne au premier chef Petrobras.
En mai 2010, Petrobras annonce son souhait d'acquérir à terme jusqu'à 49 % d'Açucar Guarani, filiale spécialisée dans l'éthanol et l'industrie sucrière au Brésil de Tereos, pour 700 millions d'euros,. Le 24 septembre 2010, la société a émis pour 70 milliards USD de titres pour financer la difficile et coûteuse exploitation des nouveaux gisements de pétrole découverts récemment en eaux très profondes sous une épaisse couche de sel dans l'océan Atlantique (c'est alors la plus grande opération de capitalisation boursière jamais réalisée).
Sous le gouvernement de Luiz Inácio Lula da Silva (2003-2011) puis de Dilma Rousseff (2011-2016), l'entreprise est considérée comme un moyen d'aiguillonner le développement économique du pays. Les revenus du secteur pétrolier sont notamment investis dans la construction de chantiers navals, dans le développement industriel et dans la recherche scientifique, permettant de faire reculer le chômage. Cette politique a été contestée par l'opposition et les milieux d'affaires : « Petrobras a été détruite par le PT [Parti des travailleurs]. Il a contrôlé le prix à la pompe, censé juguler l'inflation. Et il a obligé l'entreprise à construire des raffineries dans le Nord-Est, pour créer artificiellement de l'emploi. Sans parler de la corruption », estime le consultant économique Adriano Pires.
La politique de gel des prix des combustibles est levée en 2016 par le président par intérim Michel Temer. Les tarifs sont depuis lors fixés par Petrobras, selon les variations du marché. La compagnie est critiquée début 2021 pour avoir augmenté ses prix de 35 % en l'espace de deux mois.

### Processus de privatisation
Alors que Petrobas considérait la production, la transformation et la distribution comme un tout, le gouvernement change de stratégie après la destitution de la présidente Dilma Rousseff en 2016 et décide de séparer les activités de l'entreprise et d'en vendre certaines.
L'Institut d'études stratégiques sur le pétrole, le gaz et les biocombustibles (INEEP) relève que « Petrobras est en train d'opérer une évolution inverse à celle du reste du secteur, qu'il soit privé ou public. Tandis que les autres entreprises cherchent en général à 'intégrer' leurs activités, à contrôler l’ensemble de la chaine de production, la distribution, la vente et les produits dérivés, Petrobras se contente désormais d'exporter du pétrole brut. » En conséquence, depuis 2016, le Brésil a accru ses exportations de pétrole brut mais importe davantage d'essence et de diésel.
En mai 2016 le président par intérim du Brésil Michel Temer nomme Pedro Parente comme nouveau PDG. Cet ancien ministre de l’énergie est aussi ancien CEO de la filiale brésilienne du céréalier américain Bunge. Il remplace Aldemir Bendine (ancien banquier) qui en février 2015 avait pris la place de Maria das Gracas Silva Foster.
En mars 2016, Pampa Energia annonce l'acquisition de la participation de 67,2 % que detient Petrobras dans Petrobras Argentina pour 1,2 milliard de dollars. En septembre 2016, Petrobras annonce la vente d'une participation de 90 % dans ses activités dans les gazoducs (comme le gazoduc Urucu-Manaus) pour 5,2 milliards de dollars à un groupe d'investisseur. En décembre 2016, Petrobras annonce la vente de sa participation de 50 % dans la coentreprise Nova Fronteira Bioenergia à son partenaire São Martinho, pour l'équivalent de 148 millions de dollars en action São Martinho. En 2017, 70 % de ses stations-service sont mises sur le marché.
Le président Jair Bolsonaro nomme, à la suite de sa prise de fonction en janvier 2019, à la tête de Petrobras le Chicago Boy Roberto Castello Branco afin de conduire la privatisation de certaines activités de la compagnie. En 2019, 90 % du capital de Transportadora Associada de Gás, son réseau de gazoduc, revient à Engie et à la Caisse des dépôts canadienne. Elle met par ailleurs fin à l’ensemble de ses activités à l'étranger. En 2020, 51 % du capital du réseau de distribution Gaspetro est vendu, ainsi que les actions détenues par Petrobras dans la banque nationale de développement et à la Caisse économique. Roberto Castello Branco promet aussi de vendre dans l'année huit des treize raffineries que possède Petrobras au Brésil.
Une grève conduite par vingt mille salariés est observée en février 2020 pour s'opposer à la privatisation. Selon une enquête réalisée en 2019 par l'institut Datafolha, 65 % des Brésiliens sont opposés à la privatisation de Petrobras, tandis que 27 % la soutiennent.

### Affaire Petrobras
En 2014, une enquête de la Police Fédérale du Brésil révèle l'existence d'une opération de blanchiment d'argent équivalant à plus de 3 milliards de USD au bénéfice de partis ou de représentants des partis de la coalition au pouvoir (principalement le PT et le PMDB) ainsi que des principales sociétés de construction du pays. Scandale de corruption d'ampleur inédite, le petrolão a, dans ses premières phases, mené à l'emprisonnement des directeurs des entreprises OAS, IESA Óleo e Gás, Camargo Corrêa Construções, UTC et Construtora Queiroz e Galvão ainsi qu'un des ex-directeurs de Petrobras, Paulo Roberto Costa.
Fin 2014, début 2015, les actions de la société pétrolière s'écroulent à la suite de la révélation du scandale et de l'implication de nombreuses personnalités politiques. Fin février, la société de notations financières Moody's place la dette de Petrobras, en catégorie spéculative.

## Actionnaires
Liste des principaux actionnaires au 4 mars 2022 :
| Actionnaire                                     | %      |
| ----------------------------------------------- | ------ |
| BNDES Participações                             | 16,1 % |
| The Vanguard Group                              | 2,71 % |
| Gouvernement Brésilien                          | 2,41 % |
| Capital Research & Management (World Investors) | 2,02 % |
| GQG Partners                                    | 1,76 % |
| Itaú Unibanco                                   | 1,23 % |
| BB Gestão de Recursos DTVM                      | 0,77 % |
| Banco Classico (Investment Management)          | 0,75 % |
| BlackRock Fund Advisors                         | 0,74 % |
| Dimensional Fund Advisors                       | 0,71 % |

## Production
La production de pétrole :
- en 2003, plus de 2 millions de barils par jour ;
- en 2007, en moyenne 2,3 millions de barils/j.

Petrobras est présente dans 18 pays étrangers, notamment en Angola, en Tanzanie, en Turquie et en Inde où elle s'appuie sur sa maîtrise des forages en eau profonde.
Elle prévoit d'investir 112 milliards de dollars sur la période 2008-2012. Le nouveau gisement de Tupi en eaux profondes (6 000 m) recèle entre 5 et 8 milliards de barils de pétrole, ce qui permettrait à Petrobras de produire 4,3 millions de barils/j d'ici 2015.

## Formule 1
L'entreprise avait conclu un partenariat avec l'écurie de Formule 1 Williams entre 1998 et 2008 puis avec Honda en 1999. Comme celle-ci s'est retirée de la compétition, l'entreprise s'est retirée de la Formule 1. Puis en 2014, elle signe son retour en étant sponsor de l'équipe Williams F1 team.

## Responsabilité environnementale
En 2017, l'entreprise Petrobras est identifiée par l'ONG Carbon Disclosure Project comme la troisième entreprise privée émettant le plus de gaz à effets de serre dans le monde.